# Reinhard Soltau

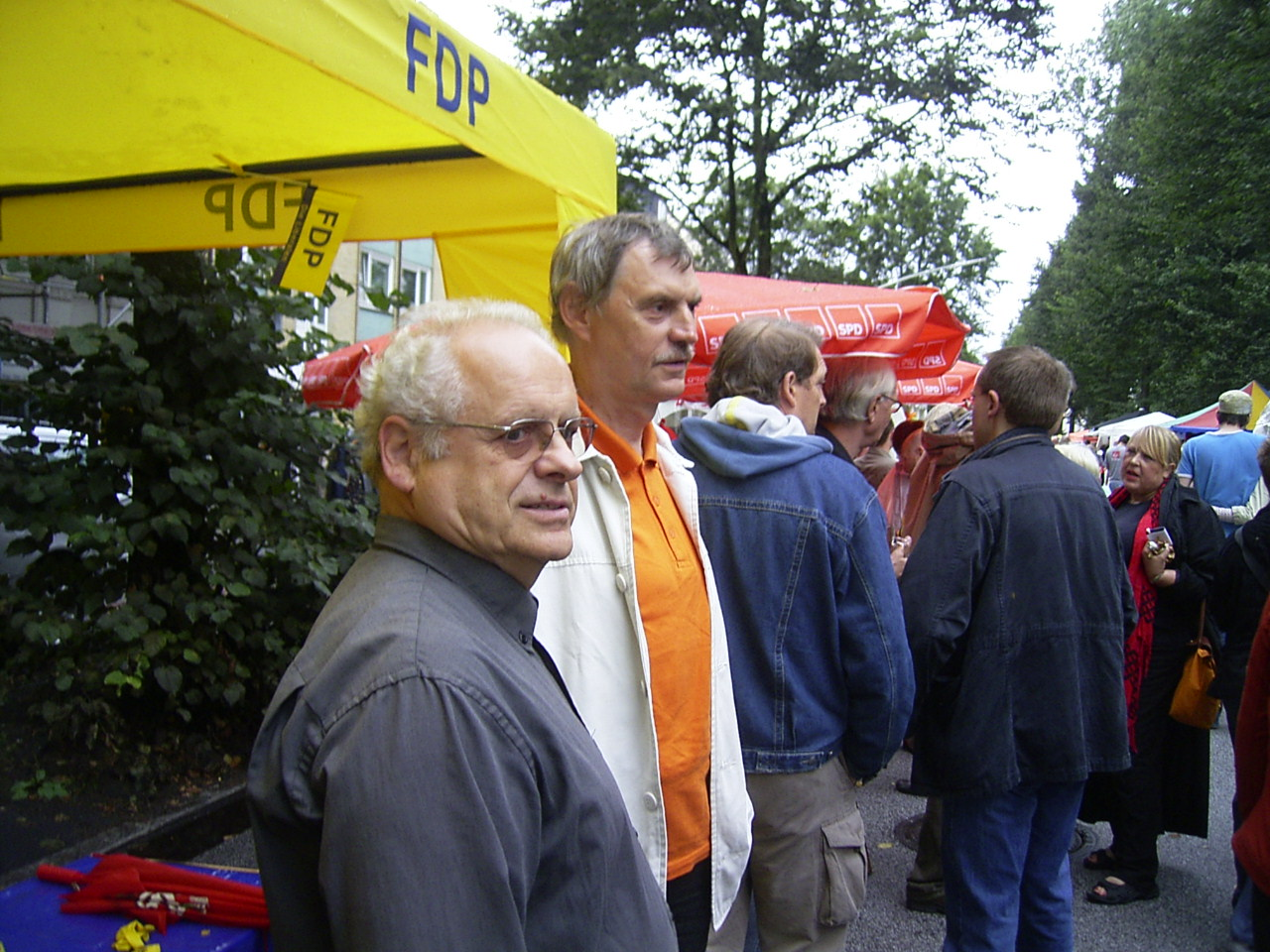
Reinhard Soltau (links) mit Wilfried Buss (SPD) beim Hofwegfest 2007 auf der Uhlenhorst.

Reinhard Soltau (* 29. August 1941 in Bruchhausen-Vilsen) ist ein deutscher Politiker (FDP). Er war von 2003 bis 2004 Bildungssenator der Freien und Hansestadt Hamburg.

## Leben und Beruf
Nach dem Abitur in Bremen studierte Soltau Geographie und Mathematik in Erlangen und Hamburg. Er arbeitete bis zu seiner Berufung zum Senator als Oberstudienrat an verschiedenen Gymnasien in Hamburg. Seit 2006 ist Soltau Landesvorsitzender des Volksbundes Deutsche Kriegsgräberfürsorge in Hamburg.
Soltau ist verheiratet und hat einen Stiefsohn und einen Enkel.

## Partei
Soltau ist seit 1967 Mitglied der FDP. Seit den 1980er Jahren gehörte er mehrfach dem Landesvorstand der Hamburger Liberalen an. Im Januar 2002 wurde er als Nachfolger von Rudolf Lange zum Landesvorsitzenden gewählt. Als er auch im Senatorenamt Lange nachfolgte, musste er als Landesvorsitzender ausscheiden, sein Nachfolger wurde Leif Schrader. Von 2003 bis 2005 gehörte Soltau dem Bundesvorstand der FDP an.

## Abgeordneter
Soltau war von 1987 bis 1993 Mitglied der Hamburgischen Bürgerschaft, dort bekleidete er von 1987 bis 1991 das Amt des stellvertretenden Vorsitzenden der FDP-Fraktion. Nach der Bürgerschaftswahl 1991 übernahm er von Frank-Michael Wiegand den Fraktionsvorsitz. Nachdem die FDP bei der vorgezogenen Bürgerschaftswahl 1993 an der 5-Prozent-Hürde gescheitert war, schied Soltau aus der Bürgerschaft aus.

## Öffentliche Ämter
Am 26. November 2003 wurde Soltau als Nachfolger von Rudolf Lange zum Senator für Bildung und Sport der Freien und Hansestadt Hamburg ernannt.
Obwohl Soltau nach einer Umfrage zu den beliebtesten Politikern der Hansestadt zählte, scheiterte die FDP, deren Spitzenkandidat er war, bei der vorgezogenen Bürgerschaftswahl 2004 an der 5 %-Hürde. Soltau schied daher am 17. März 2004 aus dem Senat aus.